# Апшеронская улица (Орск)
Апшеро́нская у́лица —  улица в Октябрьском районе города Орска Оренбургской области. Расположена секторе частной застройки. Названа по Апшеронскому полуострову.
Улица начала застраиваться в конце 1950-х годов. В настоящее время на улице расположено 5 одноэтажных деревянных, 51 каменный одноэтажный и 1 двухэтажный каменный дом.